# Croce Rossa del Benin

il simbolo della Croce Rossa

La Croce Rossa del Benin è la società nazionale di Croce Rossa della Repubblica del Benin, stato dell'Africa occidentale.

## Denominazione ufficiale
- Croix-Rouge Benin, in lingua francese, idioma ufficiale del Benin;
- Red Cross of Benin (BRC), in lingua inglese, denominazione utilizzata presso la Federazione;

## Storia
È stata fondata nel 1963 e nello stesso anno ha aderito al Movimento Internazionale della Croce Rossa e della Mezzaluna Rossa. Due assemblee generali straordinarie si sono tenute nel 1999 e nel 2002 per rivedere lo statuto.

## Suddivisioni
La società è presente sul territorio con 55 filiali locali, delle quali però attualmente solo 29 sono attivi. La copertura territoriale è quindi solo parziale.

## Organizzazione
Gli organi direttivi della Croce Rossa beninese sono l'Assemblea Generale, il Consiglio Nazionale ed il Comitato Direttivo. La sede si trova nella capitale Porto-Novo.
Il Consiglio Nazionale è composto da 56 membri ed include i rappresentanti per le donne e per la componente giovanile. Il Comitato Direttivo è composto invece da 11 membri che sono il Presidente ed il Vicepresidente, il segretario generale, il tesoriere generale, il vice-tesoriere e 6 presidenti delle rispettive Commissioni Consulenti.
Ci sono poi sei Comitati Dipartimentali composti da cinque membri e 50 comitati locali composti da 11 membri ciascuno.

## Attività
La Croix-Rouge Benin è uno dei membri del Rome Consensus per la lotta alla tossicodipendenza.